# Lona Dubois

Lona Dubois (Foto: Robert Heinz)

Leonie Dubois, verheiratete Leonie Heinz, (* 14. August 1923 in Wien; † 6. September 1978 ebenda) war eine österreichische Schauspielerin, die in Theater, Film und Fernsehen auftrat.

## Leben
Lona Dubois wurde als Tochter des Choreografen Leopold Dubois d. J. geboren. Sie studierte nach dem Zweiten Weltkrieg an der Universität Wien Theaterwissenschaft. Nach einer Seminararbeit über chinesisches und javanisches Schattentheater im Jahre 1946 promovierte sie 1950 mit dem Thema Der Tanzwalzer. Sie trat ab Juni 1945, über mehrere Jahre, im „Studio der Hochschulen“ (Studentenbühne Kolingasse 19, Wien-Alsergrund) auf. Neben Privatstunden bestand sie im Juni 1947 die Schauspielprüfung. Im Studio hatte sie mit anderen jungen Kräften Unterricht bei Wolfgang Heinz (1900–1984). Zu ihren Studienfreundinnen gehörten u. a. Gusti Wolf und Hilde Sochor. Im Februar 1949 führte sie (für mehrere Abende) am Studio Regie bei Schwanenweiß von August Strindberg, dessen Todestag sich zum hundertsten Mal jährte. In dieser Inszenierung verwendete Dubois Filmprojektionen zur Vertiefung der Dramaturgie des Autors. Im Dezember 1949 hatte sie in der in der Rolle der Unbekannten in Ödön von Horváths Die Unbekannte aus der Seine einen ersten großen Erfolg. Ab 1954 spielte sie am Burgtheater, an dem sie bis zu ihrem Tod engagiert war, abgesehen von einer Spielzeit am Theater Basel (1960).
Lona Dubois war verheiratet mit dem Fotografen Robert Heinz (1933–2019) und wurde Mutter dreier Söhne, darunter die Schauspieler Christopher Heinz und Florian Dubois.
Sie liegt auf dem Wiener Zentralfriedhof (12B-16-12) begraben.

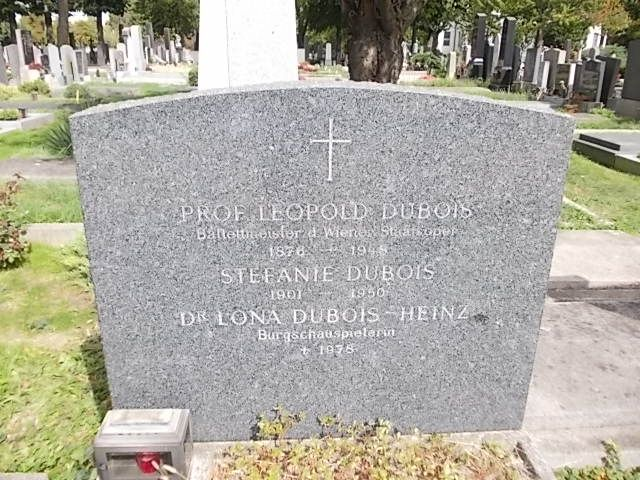
Grabstätte von Leonie Dubois

## Filmografie (Auswahl)
- 1956: Lügen haben hübsche Beine
- 1958: Auch Männer sind keine Engel (Wiener Luft)
- 1958: Die Zeit und die Conways (John Boynton Priestley)
- 1963: Der Tod des Handlungsreisenden (Arthur Miller)
- 1965: Der Alpenkönig und der Menschenfeind
- 1966: König Ottokars Glück und Ende (Franz Grillparzer)
- 1967: Das Mädl aus der Vorstadt (Johann Nestroy)

## Tonaufnahmen
- Die Unbekannte aus der Seine von Ödön von Horváth (mit Hans Putz, Hans Frank, Hilde Sochor, Otto Schenk, Kurt Jaggberg, Lona Dubois u. a.)